# مهندسی و ساخت‌وساز هیوندای
مهندسی و ساخت‌وساز هیوندای (به انگلیسی: Hyundai Engineering & Construction) بزرگترین شرکت ساخت‌وساز کره‌ای است، که دارای پروژه‌های عظیم ساختمانی و زیرساختی در سراسر جهان است.
شرکت مهندسی و ساخت‌وساز هیوندای در سال ۱۹۴۷ توسط چانگ جو-یانگ تأسیس شد و در واقع هسته اصلی به وجود آورنده گروه شرکت‌های هیوندای است، که امروزه در صنایع گوناگون فعالیت می‌کنند.
این شرکت نخستین قرارداد بین‌المللی خود را در سال ۱۹۷۵ با نیروی دریایی ایران و با هدف ساخت کارخانه کشتی‌سازی در شهر بندرعباس منعقد کرد، که در پی امضای این قرارداد، شمار ۲۵ هزار کارگر کره‌ای به ایران انتقال یافتند.
دفتر مرکزی این شرکت در شهر سئول، کره جنوبی قرار دارد و بخشی از سهام آن در بازار بورس کره معامله می‌شود. لی میونگ باک رئیس‌جمهور کره جنوبی پیش از ریاست‌جمهوری، به‌عنوان مدیرعامل این شرکت فعالیت می‌کرد.